# Баккус, Киану
Киану Коул Баккус (англ. Keanu Kole Baccus; род. 7 июня 1998, Дурбан, Квазулу-Натал) — австралийский футболист южноафриканского происхождения, полузащитник клуба «Мансфилд Таун» и сборной Австралии. Участник летних Олимпийских игр 2020 в Токио и чемпионата мира 2022.

## Клубная карьера
Баккус — воспитанник клуба «Уэстерн Сидней Уондерерс». 1 января 2017 года в матче против «Перт Глори» он дебютировал в А-Лиге. 7 декабря 2018 года в поединке против «Сентрал Кост Маринерс» Киану забил свой первый гол за «Уэстерн Сидней Уондерерс». Летом 2022 года Баккус перешёл в шотландский «Сент-Миррен», подписав контракт на два года. 31 июля в матче против «Мотеруэлла» он дебютировал в шотландской Премьер-лиге. 27 августа в поединке против «Хайберниана» Киану забил свой первый гол за «Сент-Миррен». 

## Международная карьера
В 2016 году в составе юношеской сборной Австралии Баккус принял участие в юношеском чемпионате Азии в Бахрейне. На турнире он сыграл в матче против команды Китая.
В 2021 году в составе олимпийской сборной Австралии Баккус принял участие в летних Олимпийских играх 2020 в Токио. На турнире он сыграл в матчах против команд Аргентины, Испании и Египта.
25 сентября 2022 года в товарищеском матче против сборной Новой Зеландии Баккус дебютировал за сборную Австралии. В том же году Киану принял участие в чемпионате мира в Катаре. На турнире он сыграл в матчах против сборных Аргентины, Франции, Туниса и Дании.
В 2024 году Баккус принял участие в Кубке Азии 2023 в Катаре. На турнире он сыграл в матчах против команд Индии, Сирии, Узбекистана, Индонезии и Южной Кореи.

## Личная жизнь
Уроженец Дурбана, ЮАР, переехал с семьёй в Сидней ещё до того, как ему исполнился год. Является младшим братом Киарина Баккуса. Учился в публичной школе Кингс Лэнгли, где начал заниматься футболом; на это его вдохновил игрок Соккеруз Марк Шварцер. 